# Operator Klaps w królestwie grzybów
Operator Klaps w królestwie grzybów (ros. Оператор Кыпс в стране грибов, est. Operaator Kõps seeneriigis) – radziecki krótkometrażowy film lalkowy z 1964 roku w reżyserii Heino Parsa.

## Lista filmów z serii
Operator Klaps w królestwie grzybów (1964) – jest pierwszym filmem krótkometrażowym z serii. Heino Pars wyreżyserował później trzy filmy lalkowe o przygodach operatora Klapsa (Kypsa).
- 1965: (ros. «Новые приключения оператора Кыпса» / est. Operaator Kõps marjariigis)
- 1966: (ros. «Оператор Кыпс на необитаемом острове» / est. Operaator Kõps üksikul saarel)
- 1968: Kraina władcy kamienia (ros. «Оператор Кыпс в царстве камней»  / est. Operaator Kõps kiviriigis)

## Literatura
- Heino Pars, Operator Klaps w królestwie grzybów (bajka filmowa), Perioodika, Tallinn 1982.